# L'Incruste, fallait pas le laisser entrer !
Pour les articles homonymes, voir L'Incruste.
Pour plus de détails, voir Fiche technique et Distribution.
L'Incruste, fallait pas le laisser entrer ! est un  film français réalisé par Alexandre Castagnetti et Corentin Julius, sorti en 2004.

## Synopsis
Paul vit d'expédients. Il s'incruste chez Alexandre, un musicien, et l'entraîne dans ses combines.

## Fiche technique
- Titre : L'Incruste, fallait pas le laisser entrer !
- Production : Les Films Christian Fechner et ZagZig Productions
- Producteurs : Christian Fechner et Jean-Michel Stazzu
- Réalisation : Alexandre Castagnetti et Corentin Julius
- Scénario : Alexandre Castagnetti et Corentin Julius
- Musique : Jérôme Germond et Clément Marchand
- Photographie : Laurent Machuel
- Montage : Sylvie Gadmer
- Décors : Dominique André
- Costumes : Ricardo Martinez-Paz
- Pays d'origine :  France
- Format : couleur - 2,35:1 - 35 mm
- Genre : comédie
- Durée : 90 minutes
- Date de sortie : 31 mars 2004

## Distribution
- Frédéric Diefenthal : Alexandre
- Titoff : Paul
- Zoé Félix : Cécilia
- Agnès Soral : Josiane
- Zinedine Soualem : Mickey
- Féodor Atkine : Le père d'Alexandre
- Patrick Mille : Christophe
- Philippe Maymat : Zoran
- Sacha Bourdo : Marco
- Brigitte Bémol : Céline
- Stéphane Debac : Sandra, le travesti
- Gwendoline Hamon : L'ex d'Alexandre
- Victor Esteves : David
- Frédérique Bel : La copine de Céline
- Manu Layotte : Le voisin
- Eliane Boeri : La fonctionnaire du RMI
- Jacques Herlin : Le grand-père
- Daniel Bilalian : Le présentateur télé
- Karim Akriche : Le refourgueur de portables
- Yann Siptrott : Le barman jaloux
- Caroline Banda : Odette, la femme de Mickey
- Fabrice Flobinus : Ibou
- Dehong Chen : Le vendeur chinois
- Patrick Kaplan : Le photographe
- Vincent Haquin : Le sbire costaud de Zoran
- Michaël Moyon : Le sbire vicieux de Zoran
- Jean-Marie Pasquier : Le luthier
- Jean Auzilleau : Le client du luthier
- Jean-Michel Vénus : Le vigile du supermarché
- Joseph Macao : Le balayeur
- Ricardo Martinez-Paz : Le vicelard de la boîte
- Claire Séverac : La serveuse
- Alexandre Castagnetti : Régis, le vendeur de matelas
- Mikaël Bozo : Le coursier graveleux
- Djeneba Diawara : La jeune prostituée
- Patrick Brossard : L'animateur du Rock Café
- Doug Rand : Le producteur anglais
- Dominique Delaroche : L'inspecteur de police
- Walter Shnorkell : Un policier
- Jacques Dautriche : Le clochard du banc
- Bernard Hebras : Le SDF du métro
- Oriane Lemaire : La belle hôtesse de l'aéroport
- Bertrand Castagnetti : Philippe Lenoir Decker